# 손노육
손노육(孫魯育)은 삼국 시대 오나라 정권의 공주로, 손권과 보연사의 둘째 딸이다. 오경제 손휴의 이복 누나이자 장모이기도 하다. 주거와 유찬(劉纂)의 부인이며 전남편 주거와의 사이에서 주황후를 낳았다.